# Ferrari D246
Chronologie des modèles (1958 - 1959 -1960)
Ferrari 801 Ferrari D156
La Ferrari Dino 246 est une monoplace de Formule 1 conçue par les ingénieurs italiens Vittorio Jano et Alfredo "Dino" Ferrari en 1957 pour le compte de la Scuderia Ferrari qui l'a engagée en championnat du monde de Formule 1 en 1958. La Ferrari Dino 246 a pris le départ de 25 Grands Prix de Formule 1 entre 1958 et 1960 et a permis à ses pilotes de décrocher 5 victoires, 28 podiums, 7 pole positions et 10 records du tours. Mike Hawthorn est devenu champion du monde des pilotes à son volant en 1958.

## Genèse de la Dino 246 (1958)

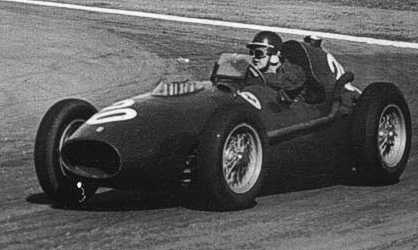
Mike Hawthorn sur Dino 246 en 1958 au GP d'Argentine

En prévision du nouveau règlement concernant le carburant prévu pour la saison 1958 (la Commission Sportive Internationale avait dans un premier temps voulu imposer un carburant du commerce à la place des mélanges à base de méthanol voire de nitrométhane puis, à la suite d'une levée de boucliers des motoristes, dû trouver un compromis avec l'emploi de carburant type aviation), Ferrari profite de la fin de saison, désormais sans enjeu pour ses pilotes de pointe, pour mettre au point la monoplace qui doit remplacer la D50.
Un châssis de Formule 2, multitubulaire avec longerons de gros diamètre, la Dino 156 F2, est conçu par Vittorio Jano (qui s'inspire encore de son modèle D50) pour tester une nouvelle motorisation inédite initiée par l'ingénieur Alfredo "Dino" Ferrari, fils d'Enzo, décédé en 1956 : un moteur V6 de 1,5 litre. Le potentiel de ce nouveau V6 est rapidement détecté et les ingénieurs de la Scuderia décident donc de remplacer le vieillissant DS50 V8 qui a montré ses limites de fiabilité en 1956 et de compétitivité tout au long de la saison 1957. Jano et Andrea Fraschetti conçoivent le châssis de la Ferrari D246 engagée pour le Championnat du monde de Formule 1 1958 et portent la cylindrée du V6 (baptisé Dino en hommage à son concepteur décédé d'une insuffisance rénale incurable) à 2417 cm3,.
Si la révolution a lieu dans le domaine du moteur, il n'en est pas de même au niveau du châssis où le conservatisme est de rigueur : la nouvelle Dino, petite et esthétiquement sans défaut car tous les éléments visibles assurent une fonction aérodynamique, ressemble encore énormément à la D50/801. Enzo Ferrari n'ayant de cesse de répéter que "Les chevaux tirent la charrette et ne la poussent pas", le moteur conserve sa place en position centrale-avant et non à l'arrière comme sur les monoplaces anglaises Vanwall ou Cooper. Cette philosophie est diamétralement opposée à celle des artisans anglais qui démontreront dès 1958 le bien-fondé de leur théorie : Von Trips, Hawthorn, Collins et Musso ne pourront en effet pas empêcher Vanwall de décrocher le premier titre mondial de champion du monde des constructeurs avec 6 victoires. Si Hawthorn sauve l'honneur de la Scuderia en remportant le titre pilote, il s'agit de la fin d'une époque pour les écuries italiennes qui devront désormais compter avec les audaces techniques des "garagistes" britanniques.

## En lutte pour les titres (1959)
Ferrari engage à nouveau la D246 pour le championnat du monde 1959, avec Tony Brooks, Phil Hill, Cliff Allison et Jean Behra comme pilotes. Le Français est toutefois licencié à l'issue du Grand Prix de France, après avoir giflé son directeur sportif.
La D246 reste compétitive face aux Cooper et Lotus à moteur arrière, en grande partie grâce à son moteur plus puissant que les Climax de ses rivales britanniques. Tony Brooks s'impose à deux reprises en France et en Allemagne, sur des circuits rapides taillés pour la vitesse de pointe (Reims-Gueux et l'Avus). Mais la Scuderia échoue en Italie, battue par la Cooper de Stirling Moss.
Brooks est en lutte pour le titre mondial mais est finalement battu par Jack Brabham, lui aussi vainqueur à deux reprises, mais plus régulier. Cooper remporte le titre des constructeurs devant Ferrari

## Déclin (1960)
La D246 est de nouveau engagée en 1960 mais, dépassée par les progrès de Cooper et Lotus, elle n'est plus en mesure de jouer les premiers rôles, malgré la deuxième place de Cliff Allison lors du premier Grand Prix de la saison. Hill termine troisième à Monaco grâce aux très nombreux abandons, à plus d'une minute du vainqueur. Les Ferrari finissent à un tour du vainqueur lors des deux courses suivantes.
En France, à nouveau sur le très rapide circuit de Reims-Gueux favorable à la puissance des moteurs Ferrari, les machines italiennes sont battues par la Cooper de Jack Brabham en qualification et doivent abandonner en course sur casse mécanique. La débandade continue en Grande Bretagne, où Wolfgang Von Trips termine sixième à deux tours du vainqueur.
Ferrari remporte son unique victoire de la saison, et la dernière de la D246, au Grand Prix d'Italie boycotté par ses rivales. Les organisateurs ont en effet choisi d'utiliser le circuit de Monza comprenant l'anneau de vitesse pour favoriser la Scuderia, provoquant le retrait des écuries britanniques ulcérées par cette décision. Ce sera la dernière course de la D246, Ferrari faisant l'impasse sur le dernier Grand Prix de la saison pour mieux préparer sa future monoplace.
Au championnat, Phil Hill est le mieux classé des pilotes Ferrari avec sa cinquième place finale. La Scuderia finit troisième chez les constructeurs.

## Victoires des Ferrari Dino 246 en championnat du monde de Formule 1
| Saisons | Manches | Grands Prix     | Circuits    | Pole positions | Meilleurs tours | Victoires     |
| ------- | ------- | --------------- | ----------- | -------------- | --------------- | ------------- |
| 1958    | 6/11    | France          | ACF         | Mike Hawthorn  | Mike Hawthorn   | Mike Hawthorn |
| 1958    | 7/11    | Grande-Bretagne | Silverstone |                | Mike Hawthorn   | Peter Collins |
| 1959    | 4/9     | France          | Reims       | Phil Hill      |                 | Tony Brooks   |
| 1959    | 6/9     | Allemagne       | Avus        | Tony Brooks    | Tony Brooks     | Tony Brooks   |
| 1960    | 9/10    | Italie          | Monza       | Phil Hill      | Phil Hill       | Phil Hill     |

## Victoires des Ferrari Dino 246 lors d'épreuves hors-championnat du monde
| Années | Épreuves                      | Circuits            | Victoires     |
| ------ | ----------------------------- | ------------------- | ------------- |
| 1958   | VIe Glover Trophy             | Goodwood            | Mike Hawthorn |
| 1958   | VIIIe Gran Premio di Siracusa | Circuit de Syracuse | Luigi Musso   |
| 1958   | Xe BRDC International Trophy  | Silverstone         | Peter Collins |
| 1959   | XIVe BARC 200                 | Aintree             | Jean Behra    |